# Trommelfell

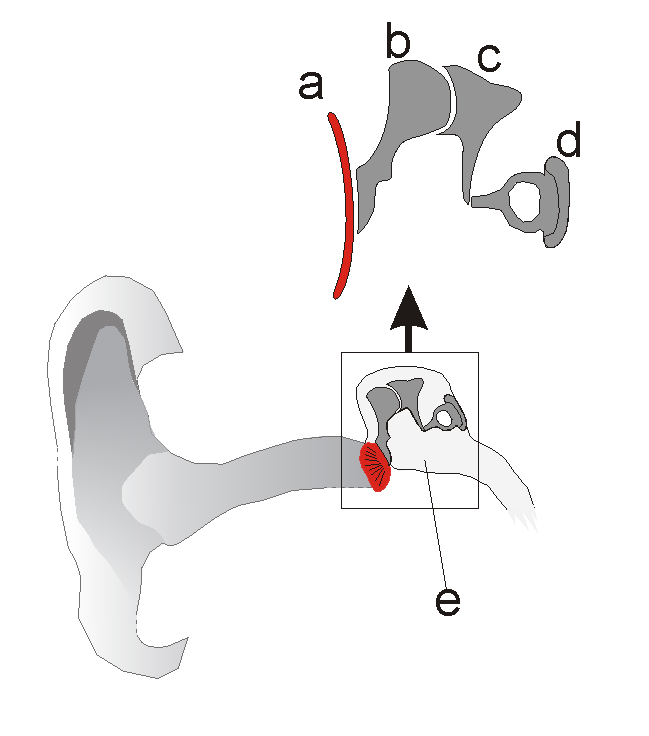

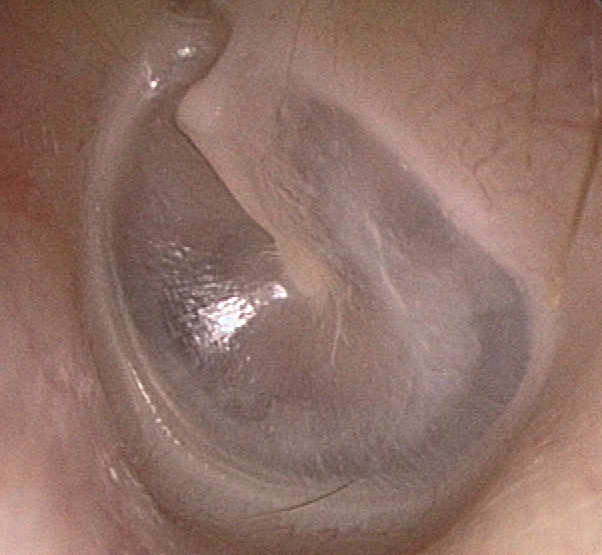
Normales menschliches linkes Trommelfell. Der Hinterkopf liegt rechts, das Gesicht links des Bildes. Bei 11 Uhr zeigt sich der Malleus, bei 8 Uhr der charakteristische Lichtreflex.

Das Trommelfell (lateinisch Membrana tympani, altgriechisch Myrinx) ist eine dünne Membran am inneren Ende des Gehörgangs (sofern ein solcher vorhanden ist) und schließt diesen zum Mittelohr ab. Das Trommelfell wandelt Schallwellen in mechanische Schwingungen um und leitet diese an die Gehörknöchelchenkette im Mittelohr weiter.

## Vorkommen
Ein Trommelfell besitzen alle Landwirbeltiere mit Ausnahme der Schleichenlurche, Schwanzlurche, Doppelschleichen und Schlangen.
Als am „harten Knochen befindliche Haut“ war das Trommelfell bereits im Corpus Hippocraticum beschrieben.

## Anatomie
Beim Menschen ist es etwa 0,1 mm dick und hat eine Fläche von etwa 85 mm², wovon ca. 55 mm² effektiv Schall aufnehmen können. Der längste (vertikale) Durchmesser beträgt 9 bis 10 mm.
Der Hauptteil des Trommelfells (Pars tensa, „gespannter Teil“) besteht aus drei Schichten: der äußeren Epithelschicht (Stratum cutaneum), einer stabilen mittleren Faserschicht (Stratum fibrosum, Syn. Lamina propria) und einer inneren Schleimhautschicht (Stratum mucosum). Durch die Pars tensa ist der mit dem Trommelfell verwachsene Hammergriff, ein Teil des ersten Gehörknöchelchens, des Hammers (Malleus), zu sehen. Die Pars tensa des Trommelfelles ist mit einem Faserring (Anulus fibrocartilagineus) in einer Rinne des umgebenden Knochens (Sulcus tympanicus) des Gehörganges eingefalzt. Das Trommelfell ist keine gespannte, gerade Membran, sondern trichterförmig nach innen gezogen mit dem tiefsten Punkt (Umbo membranae tympani, Trommelfellnabel) an der Spitze des Hammergriffes in der Mitte des Trommelfelles.
In Richtung zum äußeren Gehörgang besteht die Pars tensa aus einem mehrschichtigen, unverhornten Plattenepithel, das normalerweise einfallendes Licht reflektiert. Zur Paukenhöhle, Epitympanon hin findet sich ein einschichtiges Plattenepithel mit Microvilli. Beide sitzen auf einer Basalmembran auf. Dann folgt die zwischen beiden Epithelien liegende bindegewebige Faserschicht zeigt einen Verbundaufbau: Außen verlaufen die Bindegewebsfasern radiär (Stratum radiatum) und innen verlaufen sie zirkulär (Stratum circulare). Beide Fasersysteme vereinigen sich am Trommelfellrand zum Anulus fibrocartilagineus, der die Verbindung zum Knochen, einem Sulcus tympanicus, ermöglicht. Oben weist die knöcherne Umrandung des Trommelfelles eine Kerbe auf, die Incisura tympanica. Diese Einkerbung ist durch die kleine Pars flaccida („schlaffer Teil“) des Trommelfelles, auch Shrapnellsche Membran (Shrapnell-Membran) genannt, verschlossen. Die Pars flaccida besitzt keine Lamina propria, sondern als Zwischenschicht nur lockeres Bindegewebe.
Das Trommelfell hat eine glänzende Oberfläche und weist einen charakteristischen Lichtreflex auf. Bei Einziehungen oder Vorwölbungen des Trommelfells sowie Entzündungen und Flüssigkeitsansammlungen im Mittelohr verschwindet dieser Lichtreflex. Die Farbe des Trommelfelles wird als „taubengrau“ oder „perlmuttfarben“ beschrieben.
Durch Schallwellen, genauer durch den Schallwechseldruck p, wird das Trommelfell in Schwingungen versetzt, die von den Gehörknöchelchen im Mittelohr zum Innenohr weitergeleitet werden. Die Pars flaccida schwingt beim Auftreffen von Schallwellen nicht mit. In diesem Bereich treten bei eitrigen Mittelohrentzündungen bevorzugt Durchbrüche des Trommelfells auf.
An der sensiblen Nervenversorgung des Trommelfelles sind Äste mehrerer Nerven beteiligt, insbesondere der Ramus auricularis des Nervus vagus und der Nervus auriculotemporalis, ein Ast des Nervus trigeminus. Die Innenseite des Trommelfelles wird von Ästchen des Nervengeflechts der Mittelohrschleimhaut (Plexus tympanicus) versorgt. Berührungen des Trommelfells sind schmerzhaft und können in Einzelfällen Unwohlsein, Übelkeit und sogar Ohnmacht auslösen.
Die Blutversorgung des Trommelfelles erfolgt über ein äußeres und inneres Netz. Die Außenfläche des Trommelfelles wird vor allem durch radiäre Äste der Arteria auricularis profunda, einem Ast der Arteria maxillaris, versorgt, wobei ein vergleichsweise größerer Zweig, die Arteria manubrialis externa, in der Stria malleolaris entlang dem Hammergriff von oben zur Trommelfellmitte zieht. Das innere Netz wird von Ästchen der Arteria tympanica anterior versorgt.
Die Kopfhörerstereofonie berücksichtigt den Abstand der beiden Trommelfelle voneinander, den man auch Ohrabstand nennt.

## Embryologie
Die Gewebeschicht, die das Trommelfell von seiner Innenseite her, also dem Mittelohr, auskleidet, ist entodermalen Ursprungs. Die Gewebeschicht, die von seiner Außenseite, also dem äußeren Gehörgang her die Bindegewebsschicht mit ihren zirkulären und radiären Fasern bedeckt, ist ektodermalen Ursprungs. Das Trommelfell bildet sich aus dem Entoderm der ersten Schlundtasche und dem Ektoderm der ersten Kiemenfurche.
Etwa ab der 4. Entwicklungswoche des menschlichen Embryos ist die Trommelfellanlage als Kontaktfläche zwischen erster Schlundtasche und Kiemenfurche erkennbar. In der 8. Woche wächst mesodermales Gewebe zwischen beide Strukturen und bildet das Stratum fibrosum. In der 21. Woche bildet sich die Epidermisplatte in der Tiefe weitgehend zurück, wodurch der äußere Gehörgang entsteht. Nur der am weitesten innen liegende Teil bleibt erhalten und bildet das Stratum cutaneum. Die knöcherne Umrandung des Trommelfells entsteht in der 9. Woche aus vier Ossifikationszentren. Diese wachsen relativ schnell und verschmelzen etwa mit der 16. Woche.

## Diagnostik und Krankheiten
Zur Diagnose von Erkrankungen des Ohres wird ein Ohrtrichter, ein Otoskop oder ein Ohrmikroskop verwendet. Diese optische Darstellung des Trommelfells (Otoskopie) ermöglicht dem Arzt, Veränderungen am Trommelfell festzustellen, die mit Erkrankungen von Außenohr oder Mittelohr einhergehen.

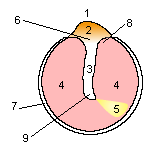
Schema eines otoskopischen Befundes. Rechtes Trommelfell in der Ansicht von lateral. 1. Ambosskörper und Hammerkopf (nicht sichtbar), 2. Pars flaccida des Trommelfells, 3. Processus brevis des Hammers, 4. Pars tensa des Trommelfells, 5. Lichtreflex, 6. Manubrium des Hammers (Malleus), 7. Trommelfellrand, Anulus fibrocartilagineus, 8. Incisura tympanica (Rivini)

Mit der Tympanometrie wird der akustische Widerstand (akustische Impedanz) des Trommelfells gemessen. Ein Tympanogramm ist das Ergebnis dieser Messung. Dazu wird eine abgedichtete Sonde in den Gehörgang eingeführt und unter Veränderung des Luftdrucks im Gehörgang die dabei entstehende Veränderung des akustischen Widerstandes des Trommelfelles gemessen und aufgezeichnet. Das Tympanogramm ermöglicht Rückschlüsse auf den Druck im Mittelohr bzw. den Inhalt des Mittelohres und die Schwingungsfähigkeit des Trommelfell-Gehörknöchelchen-Systems.
Des Weiteren kann am Trommelfell die Körpertemperatur gemessen werden. Man spricht dabei von der Messung der Tympanaltemperatur.
Mit harten Gegenständen kann leicht eine direkte Verletzung, durch Schlag aufs Ohr oder eine Explosion eine indirekte Trommelfellzerreißung entstehen (Trommelfellperforation). Auch eine Mittelohrentzündung, ein Barotrauma, ein Schädelbruch können eine Verletzung auslösen. Ist das Trommelfell perforiert, wird das Hörvermögen je nach Lage der Perforation beeinträchtigt und Krankheitserreger können durch die Perforation (vor allem mit Wasser) ins Mittelohr gelangen. Eine akute Trommelfellperforation zeigt sich in heftigem Ohrschmerz und Schwerhörigkeit. Traumatische Trommelfellperforationen zeigen eine gute Tendenz zur Spontanheilung. Tritt eine solche nicht ein, kann der Trommelfelldefekt durch eine Tympanoplastik operativ verschlossen werden.
Eine Trommelfellentzündung wird als Myringitis bezeichnet. Sie ist sehr schmerzhaft und wird meist antibiotisch behandelt.